# Tetanorhynchus pizai
Tetanorhynchus pizai är en insektsart som beskrevs av Wiendl 1969. Tetanorhynchus pizai ingår i släktet Tetanorhynchus och familjen Proscopiidae. Inga underarter finns listade i Catalogue of Life.